# Zsolt Baumgartner
Zsolt Baumgartner, madžarski dirkač Formule 1, * 1. januar 1981, Debrecen, Madžarska.

## Življenjepis
Mednarodno kariero je začel v prvenstvu Formule 3000 v sezoni 2001, kjer je nastopil v drugi polovici sezone in kot najboljši rezultat dosegel trinajsto mesto. V naslednji sezoni 2002 je dosegel prvo uvrstitev med dobitnike točk s šestim mestom na zadnji dirki sezone, kar mu je skupno prineslo petnajsto mesto v prvenstvu. V sezoni 2003 je dosegel dve uvrstitvi med dobitnike točk, peto in sedmo mesto. Ob tem pa je tudi debitiral v Formuli 1, kjer je nastopil v sezoni 2003 na dveh dirkah, na katerih je dosegel odstop in enajsto mesto na dirki za Veliko nagrado Italije. V naslednji sezoni 2004 je ob sedmih odstopih dosegel osmo mesto na dirki za Veliko nagrado ZDA, kar je njegova edina uvrstitev med dobitnike točk v karieri, še dvakrat pa se mu je uspelo uvrstiti med prvo deseterico.

## Rezultati

### Formula 3000
(odebeljene dirke pomenijo najboljši štartni položaj, poševne pa najhitrejši krog)
| Leto | Moštvo       | Šasija      | Motor         | Gume | 1       | 2     | 3       | 4      | 5       | 6      | 7       | 8      | 9       | 10      | 11     | 12     | Prv | Toč |
| ---- | ------------ | ----------- | ------------- | ---- | ------- | ----- | ------- | ------ | ------- | ------ | ------- | ------ | ------- | ------- | ------ | ------ | --- | --- |
| 2001 | Prost Junior | Lola B99/50 | Zytek V8      | A    | BRA     | SMR   | ESP     | AUT    | MON     | EUR 19 | FRA Ret | GBR 18 | GER 16  | HUN Ret | BEL 13 | ITA 17 | NC  | 0   |
| 2002 | Nordic       | Lola B02/50 | Zytek-Judd KV | A    | BRA Ret | SMR 9 | ESP Ret | AUT 11 | MON Ret | EUR 12 | GBR 14  | FRA 12 | GER 8   | HUN 7   | BEL 8  | ITA 6  | 15. | 1   |
| 2003 | Coloni       | Lola B02/50 | Zytek-Judd KV | A    | SMR 10  | ESP 7 | AUT 10  | MON 5  | EUR 11  | FRA 9  | GBR 11  | GER 9  | HUN DNS | ITA     |        |        | 14. | 6   |

### Formula 1
(legenda) (odebeljene dirke pomenijo najboljši štartni položaj, poševne pa najhitrejši krog, †-uvrščen kljub odstopu)
| Leto | Moštvo           | Šasija        | Motor        | 1       | 2      | 3       | 4      | 5       | 6     | 7     | 8      | 9     | 10      | 11     | 12     | 13      | 14      | 15     | 16     | 17      | 18     | Prv | Toč |
| ---- | ---------------- | ------------- | ------------ | ------- | ------ | ------- | ------ | ------- | ----- | ----- | ------ | ----- | ------- | ------ | ------ | ------- | ------- | ------ | ------ | ------- | ------ | --- | --- |
| 2003 | Jordan Ford      | Jordan EJ13   | Ford V10     | AVS     | MAL    | BRA     | SMR    | ŠPA     | AVT   | MON   | KAN    | EU    | FRA     | VB     | NEM TD | MAD Ret | ITA 11  | ZDA    | JAP    |         |        | -   | 0   |
| 2004 | Minardi Cosworth | Minardi PS04B | Cosworth V10 | AVS Ret | MAL 16 | BAH Ret | SMR 15 | ŠPA Ret | MON 9 | EU 15 | KAN 10 | ZDA 8 | FRA Ret | VB Ret | NEM 16 | MAD 15  | BEL Ret | ITA 15 | KIT 16 | JAP Ret | BRA 16 | 20. | 1   |